# Galinsoga
Genre
Galinsoga (les galinsoges) est un genre de plante à fleurs de la famille des Astéracées (ou Composées). Il est dédié à Ignacio Mariano Martinez de Galinsoga (en), fondateur de la Real Academia Nacional de Medicina (es) et  directeur du jardin botanique de Madrid. Les galinsoges, ou galinsogas, sont des petites plantes annuelles originaires d'Amérique du Sud tropicale. Les deux espèces sont naturalisées en Europe occidentale et poussent spontanément à proximité des cultures, principalement dans les sols acides. Ces plantes sont invasives un peu partout dans le monde. 

## Liste d'espèces
Selon ITIS :
- Galinsoga parviflora Cav. - Galinsoge à petites fleurs
- Galinsoga quadriradiata Cav. - Galinsoge cilié

À noter aussi l'existence d'un hybride naturel, Galinsoga × mixta J. Murr (parviflora × quadriradiata).
Certaines classifications mentionnent aussi Galinsoga urticifolia (Kunth) Benth.

## Description
Le capitule (5 mm environ) est formé d'un disque central de fleurs jaunes tubulées entourées de quelques fleurs ligulées blanches à trois dents.
La floraison a lieu en été et en automne. Les capitules sont groupés en racèmes. Pollinisation entomogame ou autogame. Les fruits sont des akènes.

## Plante envahissante
Le Galinsoge cilié est difficile à éliminer car chaque plant peut produire des milliers de graines capables de survivre plusieurs années. Il fleurit rapidement et les tiges coupées sont capables de s'enraciner.

## Comestibilité
La saveur des galinsoges se rapproche de celle de l'artichaut ou du topinambour. 
Les deux espèces, mais principalement Galinsoga parviflora, sont connues en Colombie sous le nom de guasca et sont utilisées pour aromatiser le plat national nommé Ajiaco. Feuilles, tiges et fleurs sont prélevées sur les jeunes plantes. En Asie du Sud-Est, Galinsoga parviflora est consommé cuit.
On peut aussi faire une soupe savoureuse avec les feuilles.
Une fois séchée, la plante peut être conservée ou commercialisée en sachets comme condiment.